# Finanças públicas
Finanças públicas é o campo da economia que trata sobre o pagamento de atividades coletivas e governamentais, assim como com a administração e o desempenho destas atividades. O campo é, muitas vezes, dividido em questões sobre as quais as organizações coletivas ou governamentais deveriam fazer ou estão fazendo, e questões de como pagar tais atividades. O termo mais amplo, economia pública, e o termo mais curto, finanças governamentais, são também muitas vezes usados. Podemos dizer, que as Finanças Públicas abrangem a captação de recursos pelo Estado, sua gestão e seu gasto para atender às necessidades da coletividade e do próprio Estado.
A partir daí, são desenvolvidos estudos, teorias e modelos que procuram explicar:
- a evolução da participação do setor público na economia
- as formas de intervenção do Estado na atividade econômica
- as fontes e origens das  receitas públicas bem como a evolução crescente dessas receitas relativamente ao produto/renda nacional.

## Política fiscal
Do ponto de vista da análise econômica, as Finanças Públicas se materializam na chamada política fiscal, um dos principais instrumentos de intervenção governamental na atividade econômica, e cuja prática envolve basicamente:
- aumentos ou cortes das  despesas do governo, sejam elas de investimento (tais como a construção de escolas, hospitais,  estradas), sejam despesas correntes, necessárias à manutenção dos serviços públicos (tais como o suprimento de materiais, pagamento de funcionários etc.);
- aumentos ou reduções do nível de impostos

Estas duas medidas alteram a demanda agregada {\displaystyle {\text{DA}}}. 
{\displaystyle \operatorname {\text{DA}} ={\text{C}}+{\text{I}}+{\text{G}}+({\text{X}}-{\text{M}})} , onde:
{\displaystyle \operatorname {\text{DA}} =} Demanda agregada
{\displaystyle \operatorname {\text{C}} =} Consumo privado
{\displaystyle \operatorname {\text{I}} =} Investimentos das empresas
{\displaystyle \operatorname {\text{G}} =} Gastos do Estado
{\displaystyle \operatorname {\text{X}} =} Exportações
{\displaystyle \operatorname {\text{M}} =} Importações.
É por meio da política fiscal - espelhada no seu orçamento - que o governo:
- interfere na alocação de recursos e na oferta de bens e serviços públicos (segurança, saúde, educação, habitação etc.).
- influencia a distribuição de renda no país, tributando mais os que ganham mais  e realizando transferências diretas ou indiretas de renda para os grupos menos favorecidos da população.

Assim, ainda que de formas diferentes, tanto a variação e distribuição dos gastos do governo G como a tributação afetam a "Renda Pessoal Disponível" dos residentes no país, e conseqüentemente o nível de consumo privado C.